# (3366) Gödel
(3366) Gödel es un asteroide perteneciente al cinturón de asteroides, descubierto el 22 de septiembre de 1985 por Thomas Schildknecht desde el Observatorio de Berna-Zimmerwald, Berna, Suiza.

## Designación y nombre
Designado provisionalmente como 1985 SD1. Fue nombrado Gödel en honor al matemático austríaco Kurt Gödel.